# José Campo Pérez
José Campo Pérez (Valencia, 22 de mayo de 1814-Madrid, 19 de agosto de 1889), conocido por su título nobiliario de marqués de Campo, fue un comerciante, editor, naviero y político español, alcalde de Valencia a mediados del siglo XIX.

## Biografía
Su madre, Vicenta Pérez Vela, era valenciana y su padre, Gabriel Campo Arpa, era de una próspera familia aragonesade comerciantes que hizo fortuna gracias al comercio de ultramar, y cuya tradición continuó como mayorista especialmente con el azúcar, café y especias. Estudió Comercio y, auspiciado por su padre, como parte de su formación, realizó diversos viajes a Europa durante su juventud.
Fue propietario del diario La Opinión, convertido después en Las Provincias. Su naviera contaba con una flota de veinticinco buques. Formó parte de la comisión ciudadana que en el verano de 1843 promovió la creación de la Junta de Salvación de Valencia y gracias a esto fue designado alcalde de la ciudad de Valencia, por el partido moderado, a los veintinueve años de edad, hasta 1847. Fue diputado en Cortes siete legislaturas consecutivas.

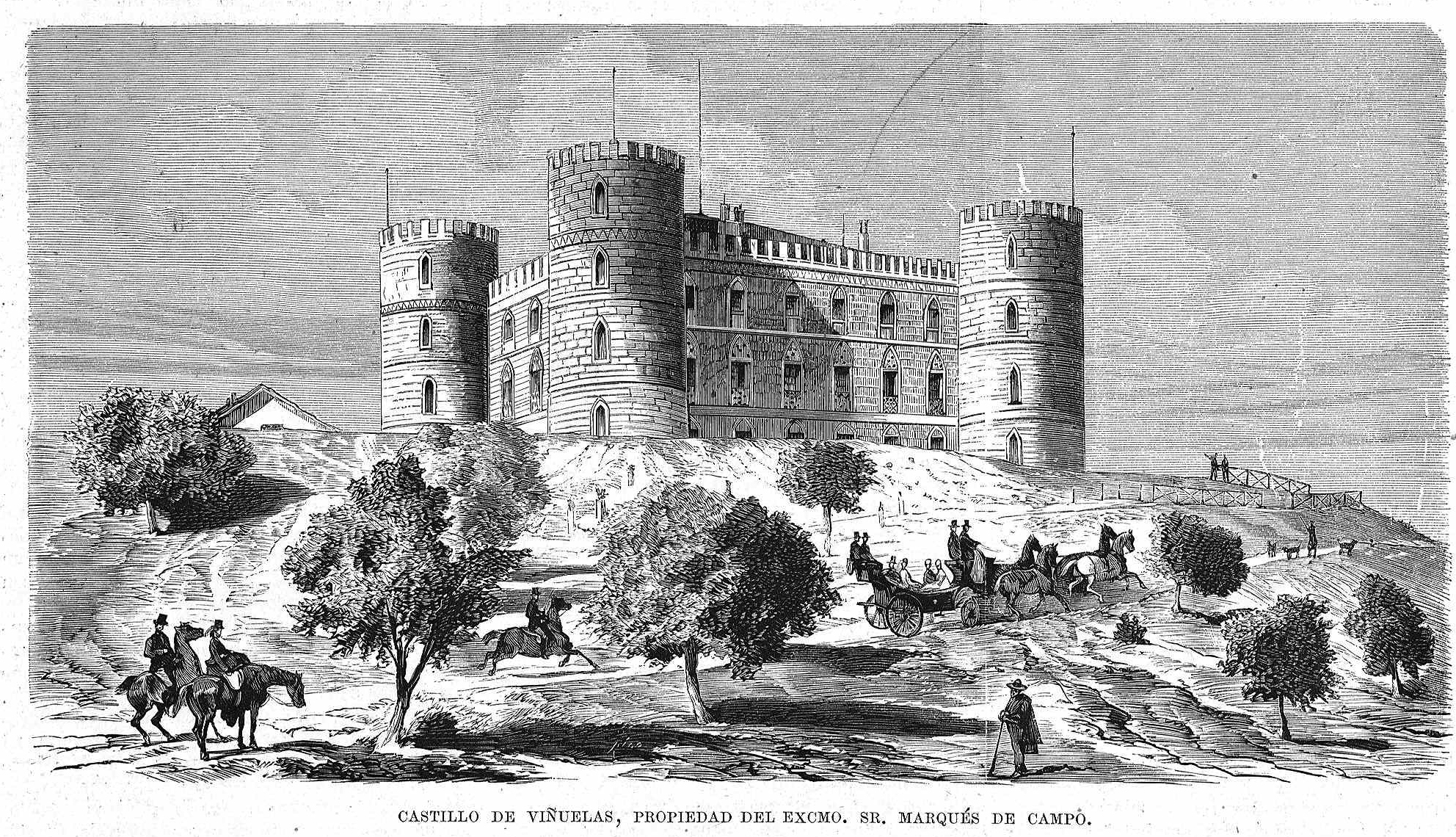
El castillo de Viñuelas, propiedad del marqués en Madrid.

En 1860 se trasladó a Madrid, pero sin dejar su residencia de Valencia, lo que supuso su definitivo triunfo social en rivalidad con el marqués de Salamanca. En la provincia de Madrid fue propietario del castillo de Viñuelas, donde organizaba partidas de caza y eventos sociales.
En el sector financiero en 1846 fundó la Sociedad Valenciana de Crédito y Fomento, considerada como el primer banco español de inversiones, en 1864 la Sociedad Central Española de Crédito, en 1878 junto a Navarro Reverter la Caja de Ahorros y Monte de Piedad de Valencia y en 1881 el Banco Peninsular Ultramarino; también en el mismo año y ya fuera del sector financiero consiguió la concesión del Correo del Seno de Méjico, que unía Cuba y Puerto Rico con Veracruz y otras zonas del Golfo de México .
En 1874, fue ennoblecido por el rey Alfonso XII con el título de marqués de Campo, por su contribución a la restauración de la monarquía, y fue nombrado senador vitalicio.
El marqués de Campo fue sobrino de Pedro Campo Arpa, firmante del acta de Independencia de Centro América del año 1823 para separar aquella región de México. Campo Arpa a su vez fue padre de Rafael Campo Pomar, presidente de El Salvador (1856-1858) durante la Campaña Nacional en contra de William Walker.

## Logros de su gobierno

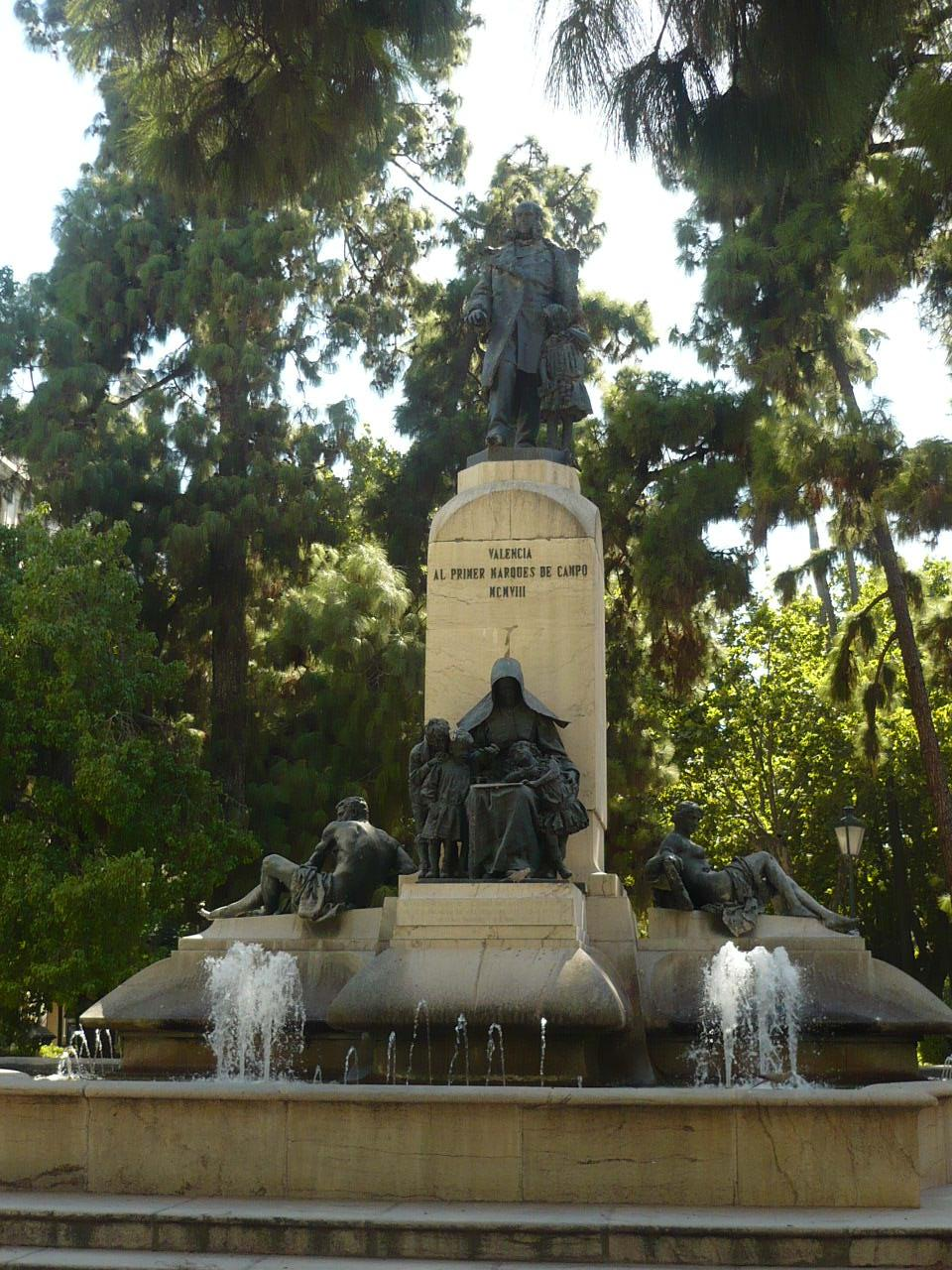
Monumento en memoria de José Campo Pérez, el primer marqués de Campo, en la plaza de Cánovas del Castillo de Valencia.

José Campo fue el promotor de la conducción de aguas potables de Valencia, para lo cual creó la Sociedad de Aguas. Además, promovió el alumbrado de gas, aprobó el adoquinamiento de las principales calles de la ciudad, dispuso plazas con árboles y reformó el puerto.
En 1850, Campo compró los derechos de la línea de ferrocarril del Mar a Játiva y Denia (una de las calles más importantes de Denia recibe su nombre gracias a él) y en 1852 constituyó la Sociedad de Ferrocarriles del Grao a Játiva, primer ferrocarril valenciano; para ello contó con la ayuda financiera y asesoramiento de la Real Sociedad Económica Valenciana de Amigos del País, de la que era socio. La constitución de estas sociedades y la implicación de la clase burguesa en sus proyectos, consiguieron éstos avances sin subidas de impuestos ni merma de las arcas municipales.